# Miłaczew (powiat koniński)
Miłaczew – wieś w Polsce położona w województwie wielkopolskim, w powiecie konińskim, w gminie Kleczew.
W latach 1975–1998 miejscowość należała administracyjnie do województwa konińskiego.
Zobacz też: Miłaczew, Miłaczewek, Miłaczewskie Młyny